# Jamacerus floridanus
Jamacerus floridanus är en insektsart som beskrevs av Freytag 1970. Jamacerus floridanus ingår i släktet Jamacerus och familjen dvärgstritar. Inga underarter finns listade i Catalogue of Life.